# Jan Podczaszyński

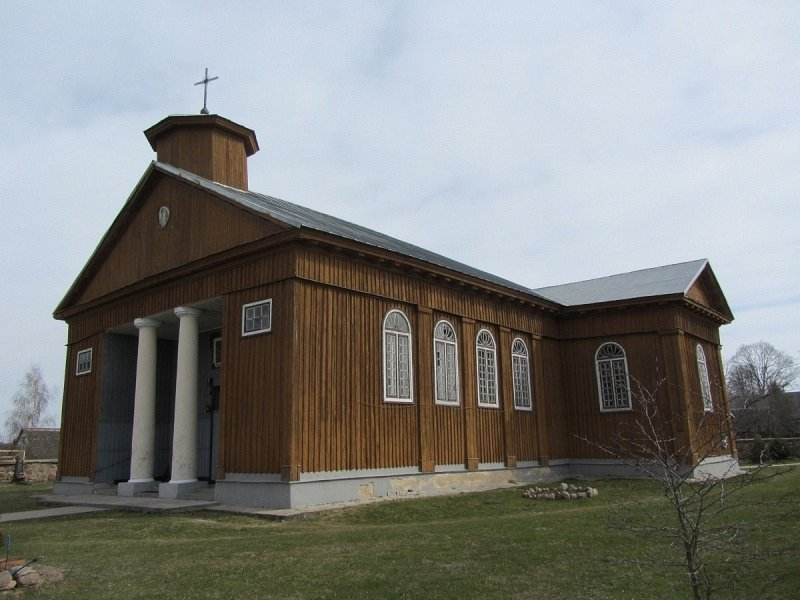
Kościół Znalezienia Krzyża Świętego w Żyrmunach

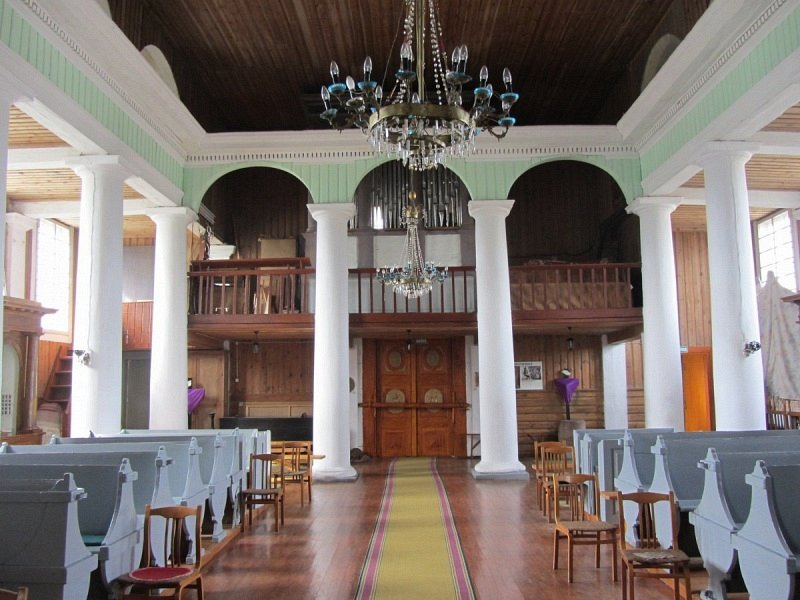
Wnętrze kościoła widok na chór

Jan Podczaszyński (zm. ok. 1800) – polski architekt, nadworny budowniczy Radziwiłłów. 
Uczeń Wawrzyńca Gucewicza. Zaprojektował i zbudował m.in. drewniany kościół parafialny pod wezwaniem Znalezienia Krzyża Świętego w Żyrmunach w powiecie lidzkim. Kościół był budowany w latach 1788–1789, a jego fundatorem był Stanisław Radziwiłł.
Jan Podczaszyński był ojcem i dziadkiem znanych polskich architektów dziewiętnastowiecznych: Karola i Bolesława Podczaszyńskich. 